# Ivor Bueb

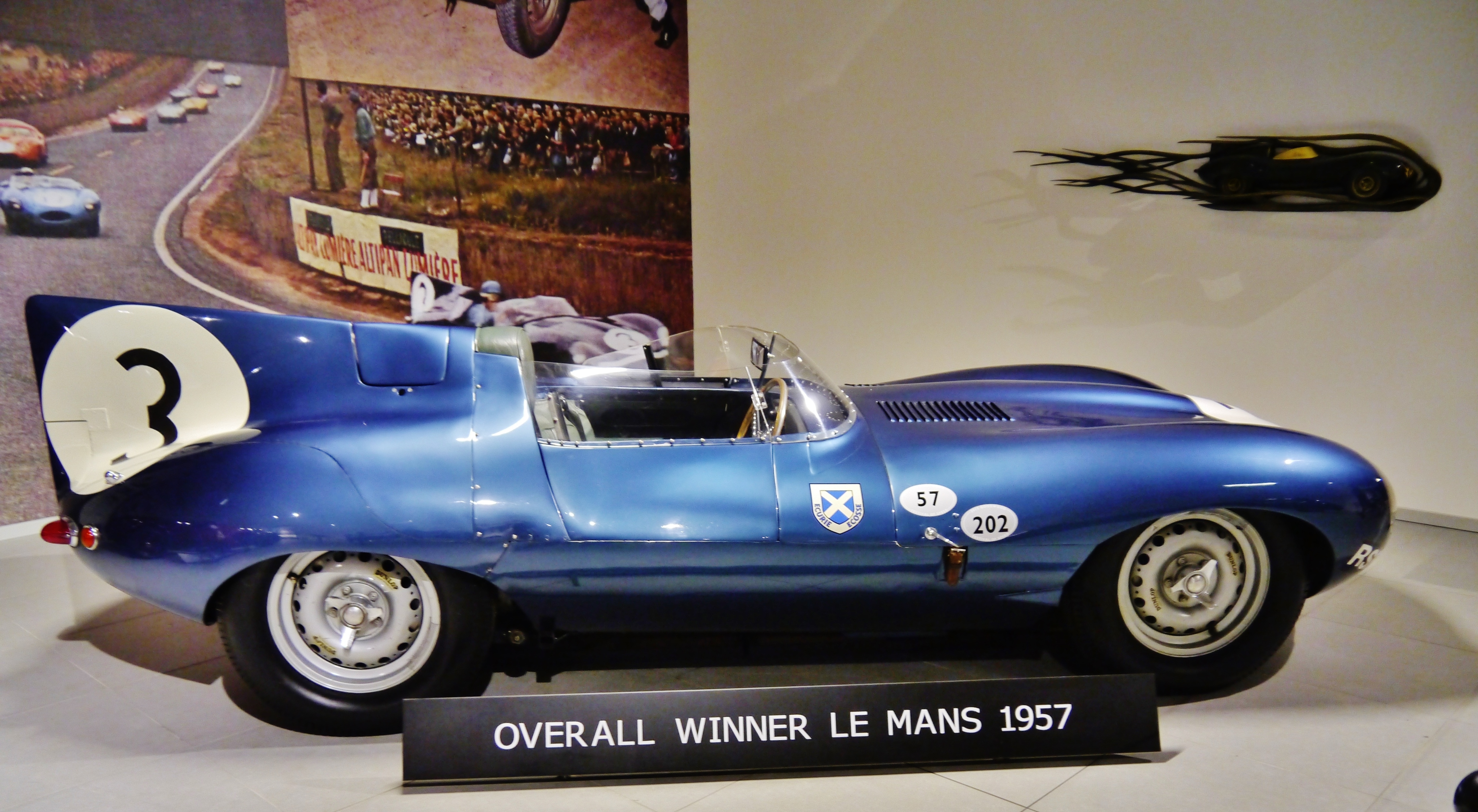
Jaguar D-Type ganador de Le Mans 1959.

Ivor Léon John Bueb (East Ham, Essex, 6 de junio de 1923-Circuito de Charade, cerca de Clermont-Ferrand, 1 de agosto de 1959) fue un piloto de automovilismo británico. Ganó en dos ocasiones las 24 Horas de Le Mans con Jaguar y participó en seis Grandes Premios de Fórmula 1. Falleció en un accidente a bordo de un Fórmula 2.

## Carrera
Ivor Bueb inició su carrera deportiva en 1952 en Fórmula 3 y en 1955 años más tarde fue subcampeón británico con el equipo oficial Cooper. Ese mismo año ganó las 24 Horas de Le Mans en su primera participación. Fue a bordo de un Jaguar D-Type de fábrica junto a Mike Hawthorn y con cinco vueltas sobre el segundo clasificado. Aquella edición estuvo marcada por la denominado «desastre de Le Mans» donde el que murieron más de 80 personas; en el cual estuvo involucrado Hawthorn. Volvería a ganar esta competencia dos años más tarde nuevamente con un D-Type pero junto a Ron Flockhart para la Ecurie Ecosse. Recorrieron ocho vueltas más que el segundo, otro vehículo del mismo equipo. En esos años participó en Fórmula 2 y carreras de deportivos, logrando varios podios en ambas clases de vehículos, incluyendo una victoria en las 12 Horas de Reims.
Un mes antes hizo su debut en Fórmula 1 en el GP de Mónaco con un Connaught oficial. Repitió participación en el campeonato mundial ese año en Gran Bretaña con la escudería Gilby. En 1958 compitió en dos Grandes Premios: en Gran Bretaña para el equipo de Bernie Ecclestone y en Alemania con Ecurie Demi Litre finalizando en el puesto 11 (siendo parte de la categoría Fórmula 2). Al año siguiente fue contratado por British Racing Partnership para Mónaco (no clasificó) y Gran Bretaña (puesto 13).
Logró un podio en F1 fuera del campeonato; fue tercero en el Gran Premio de Pau de 1957 con Connaught.

### Fallecimiento
El 26 de julio de 1959, Ivor Bueb tuvo un accidente grave sobre un Cooper F2 durante el Trofeo de Auvernia, disputado en el circuito de Charade. Murió seis días después, a la edad de 36 años.

## Resultados

### 24 Horas de Le Mans
| Año     | Equipo                   | Copilotos       | Automóvil           | Clase | Vueltas | Pos. | Pos. Clase |
| ------- | ------------------------ | --------------- | ------------------- | ----- | ------- | ---- | ---------- |
| 1955    | Jaguar Cars Ltd.         | Mike Hawthorn   | Jaguar D-Type       | S5.0  | 307     | 1.º  | 1.º        |
| 1956    | Jaguar Cars Ltd.         | Mike Hawthorn   | Jaguar D-Type       | S5.0  | 280     | 6.º  | 3.º        |
| 1957    | Ecurie Ecosse            | Ron Flockhart   | Jaguar D-Type       | S5.0  | 327     | 1.º  | 1.º        |
| 1958    | Duncan Hamilton          | Duncan Hamilton | Jaguar D-Type       | S3.0  | 251     | DNF  | DNF        |
| 1959    | Brian Lister Engineering | Bruce Halford   | Lister Sport-Jaguar | S3.0  | 121     | DNF  | DNF        |
| Fuente: |                          |                 |                     |       |         |      |            |

### Fórmula 1
(Clave) (negrita indica pole position) (cursiva indica vuelta rápida)

| Año     | Escudería                  | 1       | 2       | 3   | 4   | 5      | 6   | 7       | 8        | 9   | 10  | 11  | Pos. | Puntos |
| ------- | -------------------------- | ------- | ------- | --- | --- | ------ | --- | ------- | -------- | --- | --- | --- | ---- | ------ |
| 1957    | Connaught Engineering      | ARG     | MON Ret | 500 | FRA |        |     |         |          |     |     |     | NC   | 0      |
| 1957    | Gilby Engineering Ltd.     |         |         |     |     | GBR NC | GER | PES     | ITA      |     |     |     | NC   | 0      |
| 1958    | BC Ecclestone              | ARG     | MON     | NED | 500 | BEL    | FRA | GBR Ret |          |     |     |     | NC   | 0      |
| 1958    | Ecurie Demi Litre          |         |         |     |     |        |     |         | GER 11F2 | POR | ITA | MOR | NC   | 0      |
| 1959    | British Racing Partnership | MON DNQ | 500     | NED | FRA | GBR 13 | GER | POR     | ITA      | USA |     |     | NC   | 0      |
| Fuente: |                            |         |         |     |     |        |     |         |          |     |     |     |      |        |